# Acacia meiantha
Acacia meiantha là một loài thực vật có hoa trong họ Đậu. Loài này được Tindale & Hersc. miêu tả khoa học đầu tiên.

## Hình ảnh

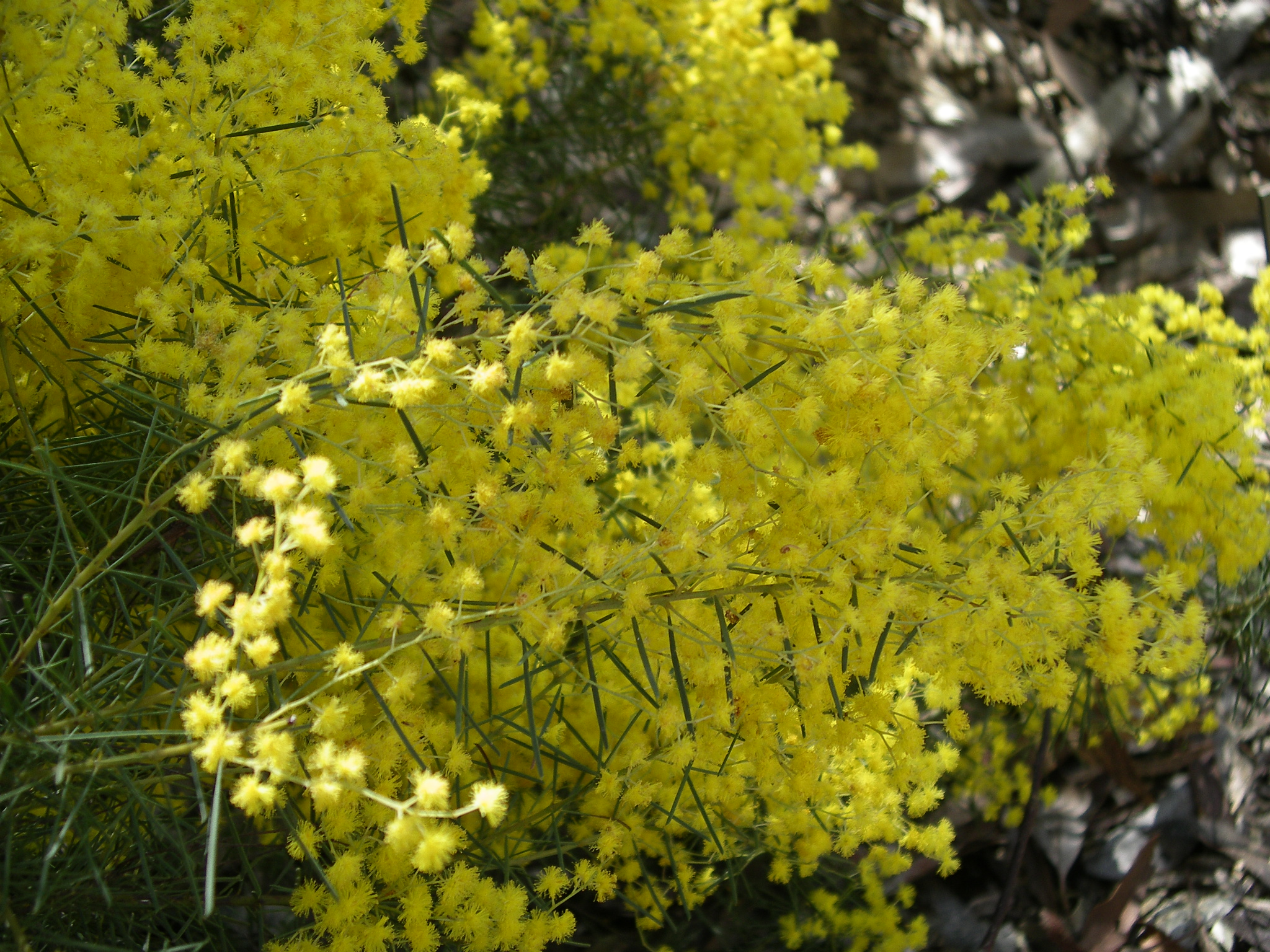